# هاي ويكومب
هاي ويكومب والتي يشار إليها غالبًا باسم وايكومب (/ˈwɪkəm/ WIK-əm)، هي بلدة سوق في مقاطعة باكينغهامشير، إنجلترا. تقع في وادي نهر واي وتحيط بها تلال تشيلترن، وتبعد 29 ميل (47 كـم) غربًا إلى الشمال الغربي من تشارينغ كروس في لندن، و13 ميل (21 كـم) جنوبًا إلى الجنوب الشرقي من آيلسبري، و23 ميل (37 كـم) جنوب شرق أكسفورد، و15 ميل (24 كـم) شمال شرق ريدنغ، و8 ميل (13 كـم) شمال ميدينهيد.